# Ecliptopera nivicincta
Ecliptopera nivicincta är en fjärilsart som beskrevs av Butler 1889. Ecliptopera nivicincta ingår i släktet Ecliptopera och familjen mätare. Inga underarter finns listade i Catalogue of Life.